# Leonard Carow

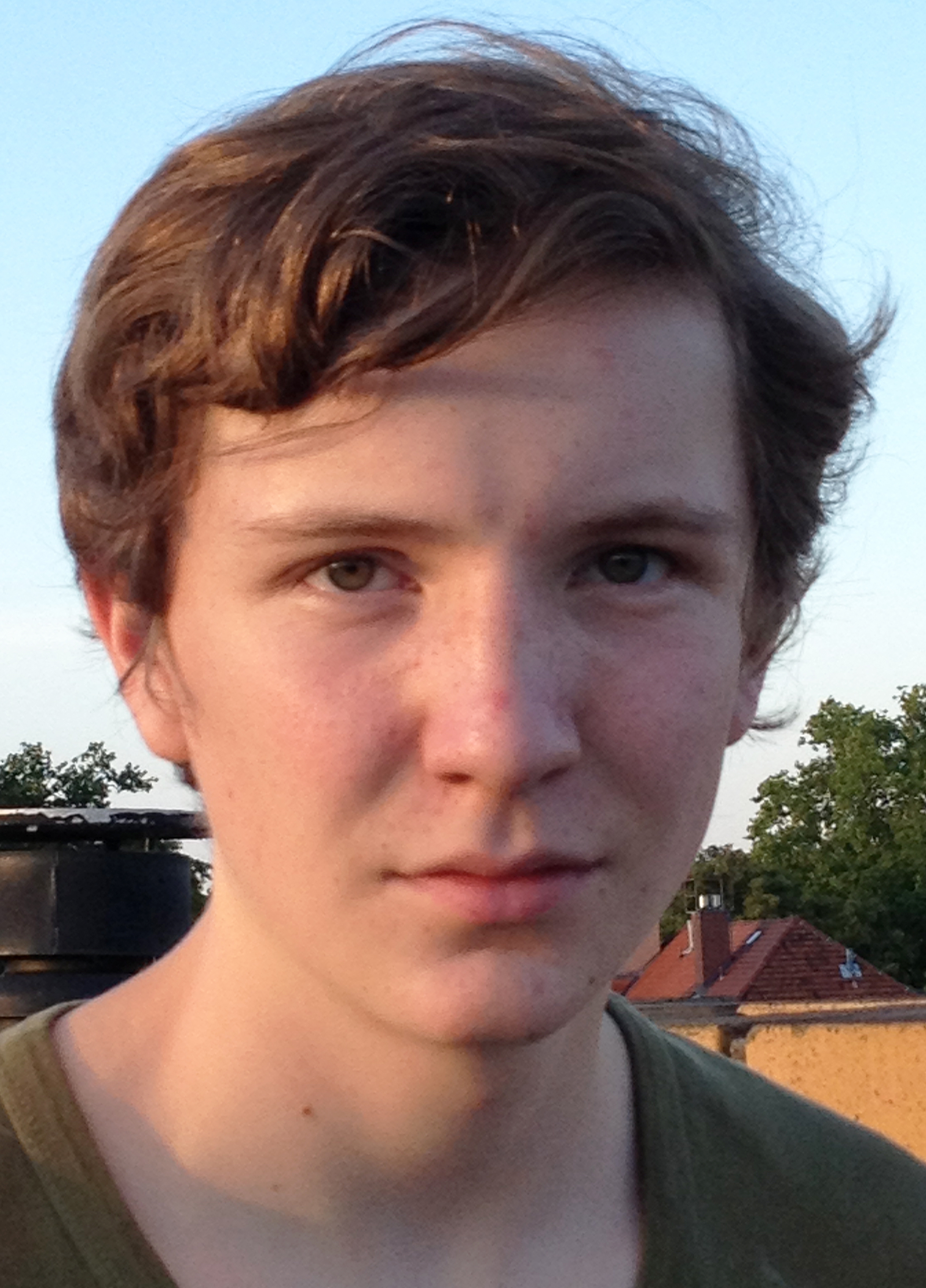
Leonard Carow, August 2012

Leonard Carow (* 26. Juni 1994 in Berlin) ist ein deutscher Filmschauspieler und ehemaliger Kinderdarsteller.

## Werdegang
Leonard Carow ist der Sohn der Künstlerin und Autorin Katrin Bongard und der Bruder von Isabel und Amber Bongard. An der Seite seiner Schwestern hatte Carow 2004 in der Folge Große Liebe aus der Fernsehreihe Tatort seinen ersten Auftritt als Kinderdarsteller. Die Nebenrolle im deutsch-österreichischen Fernsehfilm Stauffenberg aus demselben Jahr blieb im Abspann unberücksichtigt.
Nach weiteren Auftritten in Fernsehfilmen und -serien spielte er 2008 im Filmdrama Mondkalb den Filmsohn von Axel Prahl sowie in der Komödie Die Relativitätstheorie der Liebe neben Katja Riemann und Olli Dittrich. Seinen bisherigen Karrierehöhepunkt erreichte er 2011 im Oscar-nominierten US-amerikanisch-britischen Weltkriegsdrama Gefährten unter der Regie von Steven Spielberg. In der Verfilmung von Michael Morpurgos Roman War Horse verkörperte er Michael Schröder, einen jungen deutschen Soldaten im Ersten Weltkrieg. Zusammen mit seinem Bruder Günther, gespielt von David Kross, kümmert er sich in der Feldambulanz um das Pferd Joey, aus dessen Sicht die Geschichte erzählt wird. Im Verlauf der Handlung werden beide Soldaten wegen Fahnenflucht angeklagt und zum Tode verurteilt. In der Literaturverfilmung Das Tagebuch der Anne Frank, die im Frühjahr 2015 gedreht wurde und am 3. März 2016 in die Kinos kam, spielt Carow Peter van Pels, der im Film wie im Tagebuch Peter van Daan genannt wird.
Privat interessiert sich Carow für Filmmusik, darunter die Werke von John Williams, Clint Mansell und Danny Elfman. Im Rahmen eines Schulprojektes schrieb er für eine Verfilmung von Der Club der toten Dichter eine Filmmusik. Seit 2013 verfügt er über einen eigenen Kanal bei YouTube und hat als Regisseur mehrere Episoden einer Filmserie namens From the Land of Myth and Mist unter Mitwirkung seiner beiden Schwestern veröffentlicht.

## Filmografie (Auswahl)

### Schauspiel
- 2004: Tatort: Große Liebe (Fernsehreihe)
- 2004: Stauffenberg
- 2004: Typisch Mann! (Fernsehserie)
- 2005: Mord am Meer (Fernsehfilm)
- 2005: SOKO Wismar – Wikingergold (Fernsehserie)
- 2006: Geile Zeiten (Fernsehfilm)
- 2006: Unsere zehn Gebote – Gebot 5 – Du sollst nicht töten (Fernsehserie)
- 2007: Ich leih’ mir eine Familie (Fernsehfilm)
- 2007: Löwenzahn – Blut – Rätselhafte Spuren (Fernsehserie)
- 2007: Tatort: Bevor es dunkel wird (Fernsehreihe)
- 2008: Mondkalb
- 2008: Polizeiruf 110: Keiner schreit (Fernsehreihe)
- 2008: Sklaven und Herren (Fernsehfilm)
- 2011: Die Relativitätstheorie der Liebe
- 2011: Gefährten (War Horse)
- 2012: Der Kriminalist – Magdalena (Fernsehserie)
- 2012: Und alle haben geschwiegen (Fernsehfilm)
- 2012: Klinik am Alex – Leidenschaften (Fernsehserie)
- 2012: Kommissar Stolberg – Klassenkampf (Fernsehserie)
- 2012: Tatort: Dinge, die noch zu tun sind
- 2013: Tatort: Mord auf Langeoog
- 2013: Tatort: Schwindelfrei
- 2013: Löwenzahn – Igel – Stacheltiere in Gefahr (Fernsehserie)
- 2014: Der Kriminalist – Das Liebste, was ich habe (Fernsehserie)
- 2014: Josephine Klick – Allein unter Cops – Zinnsoldaten (Fernsehserie)
- 2014: Who Am I – Kein System ist sicher
- 2015: Heldt (Fernsehserie, Folge Die Gang)
- 2015: Nackt unter Wölfen (Fernsehfilm)
- 2016: Das Tagebuch der Anne Frank
- 2016: Kaltfront (Fernsehfilm)
- 2017: Die Puppenspieler
- 2018: Macht euch keine Sorgen!
- 2018: Tatort: Borowski und das Land zwischen den Meeren
- 2018: In aller Freundschaft (Fernsehserie, Folge 808 Aufgeben verboten und Folge 809 Klippensprünge)
- 2018: Tatort: Wir kriegen euch alle
- 2019: SOKO Potsdam (Fernsehserie, Folge Fluch der guten Tat)
- 2020: Nord bei Nordwest – Ein Killer und ein Halber (Fernsehreihe)
- 2020: Die Donau ist tief. Ein Krimi aus Passau (Fernsehreihe)
- 2020: SOKO Kitzbühel (Fernsehserie, Folgen Abseits, Grünes Feuer)
- 2021: Tödliche Gier (Fernsehfilm)
- 2021: Stralsund: Das Manifest
- 2021: Stralsund: Medusas Tod
- 2022: Tatort: Die Rache an der Welt

### Drehbuch / Regie
- 2023: Hex Papa, Hex! (Kurzfilm)

## Auszeichnungen
- 2013: Deutscher Fernsehpreis in der Kategorie Förderpreis für Tatort: Dinge, die noch zu tun sind und Und alle haben geschwiegen[4]
- 2013: Preis der Saarland Film GmbH des Günter Rohrbach Filmpreises für seine Rolle in Und alle haben geschwiegen gemeinsam mit Alicia von Rittberg
- 2017: Goldene Kamera Nachwuchspreis
- 2023: Eat My Shorts – Hagener Kurzfilmfestival – Gewinner des NRW Filmfenster für Hex Papa, Hex!